# Pro14 2020-21
El Pro 14 2020-21, también conocido como Guinness Pro14 (por cuestiones de patrocinio) fue la vigésima temporada de la Liga Celta, fue la cuarta temporada que a la competencia se la conoce como Pro14, con la adición de dos equipos sudafricanos.
Doce equipos participaron esta temporada: 4 de Irlanda (Connacht, Leinster, Munster y Ulster), 4 de Gales (Cardiff Blues, Ospreys, Dragons y Scarlets), 2 de Italia (Benetton Treviso y Zebre), 2 de Escocia (Glasgow Warriors y Edinburgh), finalmente se decidió que los equipos de Sudáfrica no participen de la liga, por la Pandemia de COVID-19 debido a las dificultades de desplazamiento relacionado con el cierre de fronteras y se incorporen a la nueva Rainbow Cup que comenzará el 17 de abril de 2021.

## Equipos participantes
| Equipo           | Ciudad    | Estadio                              | Capacidad     | Entrenador(es)    |
| ---------------- | --------- | ------------------------------------ | ------------- | ----------------- |
| Benetton Treviso | Treviso   | Stadio Comunale di Monigo            | 6700          | Kieran Crowley    |
| Cardiff Blues    | Cardiff   | Cardiff Arms Park                    | 12 125        | John Mulvihill    |
| Connacht         | Galway    | Galway Sportsgrounds                 | 8100          | Andy Friend       |
| Dragons          | Newport   | Rodney Parade                        | 8500          | Dean Ryan         |
| Edinburgh        | Edimburgo | Estadio Myreside Estadio Murrayfield | 5500 67 144   | Richard Cockerill |
| Glasgow Warriors | Glasgow   | Estadio Scotstoun                    | 9708          | Danny Wilson      |
| Leinster         | Dublín    | RDS Arena Estadio Aviva              | 18 500 51 700 | Leo Cullen        |
| Munster          | Limerick  | Thomond Park Musgrave Park           | 25 600 9500   | Johann van Graan  |
| Ospreys          | Swansea   | Liberty Stadium                      | 20 827        | Toby Booth        |
| Scarlets         | Llanelli  | Parc y Scarlets                      | 14 870        | Glenn Delaney     |
| Ulster           | Belfast   | Estadio Kingspan                     | 18 196        | Dan McFarland     |
| Zebre            | Parma     | Stadio Sergio Lanfranchi             | 5000          | Michael Bradley   |

## Formato
Los catorce equipos se dividirán en dos conferencias de siete equipos, y cada conferencia contará con dos equipos de Irlanda y Gales y uno por parte de Italia y Escocia. La temporada regular estará compuesta por 16 rondas. 
El equipo que ocupa el primer puesto clasifica a la final frente al ganador de la otra conferencia.

### Clasificación a las copas
Al final de la temporada 2020-21, los seis mejores equipos (los mejores tres de cada conferencia) se clasificarán automáticamente para la Copa de Europa de Rugby 2021-22, independientemente de su país de origen (anteriormente los siete clasificados incluían al menos un equipo de Irlanda, Gales, Escocia e Italia). Un séptimo equipo saldrá de un repechaje entre los que clasifiquen en el cuarto lugar de cada conferencia.

## Clasificación

### Conferencia A
Actualizado a últimos partidos disputados el 28 de marzo de 2021 (16.ª Jornada).
| Pos. | Equipo           | Encuentros | Encuentros | Encuentros | Encuentros | Tantos | Tantos | Tantos | PB | PB | Puntos |
| Pos. | Equipo           | PJ         | PG         | PE         | PP         | F      | C      | Dif    | BO | BD | Puntos |
| ---- | ---------------- | ---------- | ---------- | ---------- | ---------- | ------ | ------ | ------ | -- | -- | ------ |
| 1.º  | Leinster         | 16         | 14         | 0          | 2          | 576    | 285    | +291   | 14 | 1  | 71     |
| 2.º  | Ulster           | 16         | 14         | 0          | 2          | 469    | 263    | +206   | 8  | 0  | 64     |
| 3.º  | Ospreys          | 16         | 8          | 0          | 8          | 301    | 318    | -17    | 1  | 3  | 36     |
| 4.º  | Glasgow Warriors | 16         | 6          | 0          | 10         | 335    | 377    | -42    | 2  | 4  | 30     |
| 5.º  | Dragons          | 16         | 6          | 0          | 10         | 215    | 394    | -79    | 2  | 3  | 29     |
| 6.º  | Zebre            | 16         | 4          | 0          | 12         | 237    | 508    | -271   | 0  | 1  | 17     |

Nota: Se otorgan 4 puntos al equipo que gane un partido, 2 al que empate y 0 al que pierda
Puntos Bonus: 1 punto por convertir 4 tries o más en un partido y 1 al equipo que pierda por no más de 7 tantos de diferencia

### Conferencia B
Actualizado a últimos partidos disputados el 28 de marzo de 2021 (16.ª Jornada).
| Pos. | Equipo           | Encuentros | Encuentros | Encuentros | Encuentros | Tantos | Tantos | Tantos | PB | PB | Puntos |
| Pos. | Equipo           | PJ         | PG         | PE         | PP         | F      | C      | Dif    | BO | BD | Puntos |
| ---- | ---------------- | ---------- | ---------- | ---------- | ---------- | ------ | ------ | ------ | -- | -- | ------ |
| 1.º  | Munster          | 16         | 14         | 0          | 2          | 413    | 250    | +163   | 7  | 2  | 64     |
| 2.º  | Connacht         | 16         | 8          | 0          | 8          | 396    | 353    | +43    | 7  | 6  | 45     |
| 3.º  | Scarlets         | 16         | 8          | 0          | 8          | 319    | 333    | -14    | 3  | 4  | 39     |
| 4.º  | Cardiff Blues    | 16         | 8          | 0          | 8          | 265    | 284    | -19    | 3  | 1  | 36     |
| 5.º  | Edinburgh        | 16         | 5          | 1          | 10         | 247    | 344    | -97    | 1  | 4  | 29     |
| 6.º  | Benetton Treviso | 16         | 0          | 1          | 15         | 252    | 415    | -164   | 1  | 6  | 7      |

Nota: Se otorgan 4 puntos al equipo que gane un partido, 2 al que empate y 0 al que pierda
Puntos Bonus: 1 punto por convertir 4 tries o más en un partido y 1 al equipo que pierda por no más de 7 tantos de diferencia
|  | Clasificados a la final del torneo y promovidos para la Copa de Campeones Europeos de Rugby 2021-22. |
|  | Clasificado para la Copa de Campeones Europeos de Rugby 2021-22.                                     |

## Resultados
| 1.ª jornada | 1.ª jornada         | 1.ª jornada |
| Fecha       | Partido             | Resultado   |
| ----------- | ------------------- | ----------- |
| 02-10-20    | Leinster - Dragons  | 35-5        |
| 02-10-20    | Ulster - Benetton   | 35-24       |
| 02-10-20    | Zebre - Cardiff     | 6-16        |
| 03-10-20    | Connacht - Warriors | 28-24       |
| 03-10-20    | Edimburgo - Ospreys | 10-25       |
| 03-10-20    | Scarlets - Munster  | 27-30       |

| 2.ª jornada | 2.ª jornada         | 2.ª jornada |
| Fecha       | Partido             | Resultado   |
| ----------- | ------------------- | ----------- |
| 09-10-20    | Dragons - Zebre     | 26-18       |
| 10-10-20    | Ospreys - Ulster    | 12-24       |
| 10-10-20    | Munster - Edimburgo | 25-23       |
| 03-10-20    | Cardiff - Connacht  | 29-7        |
| 10-10-20    | Benetton - Leinster | 25-37       |
| 11-10-20    | Warriors - Scarlets | 20-7        |

| 3.ª jornada | 3.ª jornada          | 3.ª jornada |
| Fecha       | Partido              | Resultado   |
| ----------- | -------------------- | ----------- |
| 23-10-20    | Benetton - Scarlets  | 3-10        |
| 23-10-20    | Leinster - Zebre     | 63-8        |
| 24-10-20    | Ospreys - Glasgow    | 23-15       |
| 25-10-20    | Edimburgo - Connacht | 25-37       |
| 25-10-20    | Ulster - Dragons     | 40-17       |
| 26-10-20    | Munster - Cardiff    | 38-27       |

| 4.ª jornada | 4.ª jornada          | 4.ª jornada |
| Fecha       | Partido              | Resultado   |
| ----------- | -------------------- | ----------- |
| 04-12-20    | Connacht - Benetton  | 31-14       |
| 01-11-20    | Dragons - Munster    | 16-28       |
| 01-11-20    | Scarlets - Edimburgo | 3-6         |
| 02-11-20    | Zebre - Ospreys      | 23-17       |
| 02-11-20    | Warriors - Leinster  | 19-32       |
| 02-11-20    | Cardiff - Ulster     | 7-11        |

| 5.ª jornada | 5.ª jornada         | 5.ª jornada |
| Fecha       | Partido             | Resultado   |
| ----------- | ------------------- | ----------- |
| 08-11-20    | Ospreys - Leinster  | 7-26        |
| 08-11-20    | Scarlets - Zebre    | 18-17       |
| 09-11-20    | Ulster - Warriors   | 40-15       |
| 09-11-20    | Edimburgo - Cardiff | 18-0        |
| 30-01-21    | Benetton - Munster  | 16-18       |
| 05-02-21    | Dragons - Connacht  | 20-30       |

| 6.ª jornada | 6.ª jornada          | 6.ª jornada |
| Fecha       | Partido              | Resultado   |
| ----------- | -------------------- | ----------- |
| 14-11-20    | Connacht - Scarlets  | 14-20       |
| 15-11-20    | Munster - Ospreys    | 38-22       |
| 05-12-20    | Warriors - Dragons   | 22-23       |
| 16-11-20    | Zebre - Ulster       | 14-57       |
| 16-11-20    | Leinster - Edimburgo | 50-10       |
| 16-11-20    | Cardiff - Benetton   | 22-5        |

| 7.ª jornada | 7.ª jornada         | 7.ª jornada |
| Fecha       | Partido             | Resultado   |
| ----------- | ------------------- | ----------- |
| 22-11-20    | Ospreys - Benetton  | 24-22       |
| 22-11-20    | Zebre - Connacht    | 12-47       |
| 22-11-20    | Leinster - Cardiff  | 40-5        |
| 22-11-20    | Ulster - Scarlets   | 24-22       |
| 23-11-20    | Edimburgo - Cardiff | 13-27       |
| 28-03-21    | Dragons - Edimburgo | 24-17       |

| 8.ª jornada | 8.ª jornada         | 8.ª jornada |
| Fecha       | Partido             | Resultado   |
| ----------- | ------------------- | ----------- |
| 29-11-20    | Benetton - Dragons  | 19-26       |
| 29-11-20    | Cardiff - Warriors  | 10-19       |
| 30-11-20    | Edimburgo - Ulster  | 14-43       |
| 30-11-20    | Munster - Zebre     | 52-3        |
| 24-01-21    | Connacht - Ospreys  | 20-26       |
| 30-01-21    | Scarlets - Leinster | 25-52       |

| 9.ª jornada | 9.ª jornada          | 9.ª jornada |
| Fecha       | Partido              | Resultado   |
| ----------- | -------------------- | ----------- |
| 26-12-20    | Dragons - Cardiff    | 12-13       |
| 26-12-20    | Ospreys - Scarlets   | 14-16       |
| 27-12-20    | Connacht - Ulster    | 19-32       |
| 09-01-21    | Zebre - Benetton     | 22-18       |
| 16-01-21    | Warriors - Edimburgo | 23-22       |
| 23-01-21    | Munster - Leinster   | 10-13       |

| 10.ª jornada | 10.ª jornada         | 10.ª jornada |
| Fecha        | Partido              | Resultado    |
| ------------ | -------------------- | ------------ |
| 01-01-21     | Scarlets - Dragons   | 20-3         |
| 01-01-21     | Cardiff - Ospreys    | 3-17         |
| 02-01-21     | Benetton - Zebre     | 15-24        |
| 02-01-21     | Ulster - Munster     | 15-10        |
| 02-01-21     | Leinster - Connacht  | 24-35        |
| 02-01-21     | Edimburgo - Warriors | 10-7         |

| 11.ª jornada | 11.ª jornada       | 11.ª jornada |
| Fecha        | Partido            | Resultado    |
| ------------ | ------------------ | ------------ |
| 08-01-21     | Leinster - Ulster  | 24-12        |
| 09-01-21     | Cardiff - Scarlets | 29-20        |
| 09-01-21     | Dragons - Ospreys  | 20-28        |
| 09-01-21     | Connacht - Munster | 10-16        |
| 23-01-21     | Zebre - Edimburgo  | 10-26        |
| 27-03-21     | Glasgow - Benetton | 46-25        |

| 12.ª jornada | 12.ª jornada        | 12.ª jornada |
| Fecha        | Partido             | Resultado    |
| ------------ | ------------------- | ------------ |
| 19-02-21     | Glasgow - Ulster    | 13-19        |
| 19-02-21     | Dragons - Leinster  | 29-35        |
| 20-02-21     | Scarlets - Benetton | 41-17        |
| 20-02-21     | Ospreys - Zebre     | 10-0         |
| 20-02-21     | Edimburgo - Munster | 10-22        |
| 20-02-21     | Connacht - Cardiff  | 32-17        |

| 13.ª jornada | 13.ª jornada         | 13.ª jornada |
| Fecha        | Partido              | Resultado    |
| ------------ | -------------------- | ------------ |
| 26-02-21     | Benetton - Connacht  | 17-19        |
| 26-02-21     | Cardiff - Munster    | 11-20        |
| 26-02-21     | Ulster - Ospreys     | 21-7         |
| 27-02-21     | Edimburgo - Scarlets | 25-27        |
| 27-02-21     | Zebre - Dragons      | 26-15        |
| 28-02-21     | Leinster - Glasgow   | 40-21        |

| 14.ª jornada | 14.ª jornada         | 14.ª jornada |
| Fecha        | Partido              | Resultado    |
| ------------ | -------------------- | ------------ |
| 22-01-21     | Scarlets - Cardiff   | 10-13        |
| 05-03-21     | Munster - Connacht   | 20-17        |
| 06-03-21     | Ospreys - Dragons    | 20-31        |
| 06-03-21     | Zebre - Glasgow      | 20-31        |
| 06-03-21     | Ulster - Leinster    | 19-38        |
| 07-03-21     | Edimburgo - Benetton | 0-0          |

| 15.ª jornada | 15.ª jornada         | 15.ª jornada |
| Fecha        | Partido              | Resultado    |
| ------------ | -------------------- | ------------ |
| 12-03-21     | Zebre - Leinster     | 31-48        |
| 12-03-21     | Munster - Scarlets   | 28-10        |
| 12-03-21     | Warriors - Ospreys   | 30-25        |
| 13-03-21     | Dragons - Ulster     | 22-26        |
| 13-03-21     | Connacht - Edimburgo | 14-15        |
| 14-03-21     | Benetton - Cardiff   | 14-29        |

| 16.ª jornada | 16.ª jornada        | 16.ª jornada |
| Fecha        | Partido             | Resultado    |
| ------------ | ------------------- | ------------ |
| 19-03-21     | Munster - Benetton  | 31-17        |
| 19-03-21     | Ulster - Zebre      | 49-3         |
| 19-03-21     | Leinster - Ospreys  | 19-24        |
| 21-03-21     | Dragons - Warriors  | 26-17        |
| 22-03-21     | Cardiff - Edimburgo | 34-15        |
| 22-03-21     | Scarlets - Connacht | 41-36        |

### Final
| 27 de marzo de 2021 | Leinster | 16 - 6 | Munster | RDS Arena, Dublín |  |

| Bandera de Irlanda |
| Campeón Leinster   |
| Octavo título      |